# Konklawe 1352
Konklawe 16-18 grudnia 1352 – czwarte konklawe okresu tzw. niewoli awiniońskiej papieży. Odbywało się w Awinionie. Było pierwszym konklawe w historii, na którym doszło do podpisania kapitulacji wyborczej.

## Śmierć Klemensa VI
Papież Klemens VI zmarł 6 grudnia 1352 roku w Awinionie i został pochowany w miejscowej katedrze. W trakcie swojego 10-letniego pontyfikatu ustabilizował w Awinionie stolicę papieską, wykańczając budowę pałacu i dokonując wykupu miasta i jego okolic z rąk dotychczasowej właścicielki, królowej Neapolu Joanny I. Urząd papieski sprawował w stylu gorszącym współczesnych, żyjąc w luksusie i przepychu przypominającym świeckie dwory. Cechował go też praktykowany na wielką skalę nepotyzm – spośród dwudziestu pięciu mianowanych przez niego kardynałów aż jedenastu było jego krewnymi, a zaledwie czterech nie było Francuzami (trzech Włochów i jeden Hiszpan).

## Lista uczestników
25 z 26 kardynałów uczestniczyło w konklawe. Wśród nich było dwudziestu dwóch Francuzów, dwóch Włochów i Hiszpan:
- Pierre Desprès (nominacja kardynalska: 20 grudnia 1320) – kardynał biskup Palestriny; komendatariusz kościoła prezbiterialnego S. Pudenziana; prymas Świętego Kolegium Kardynałów; wicekanclerz Świętego Kościoła Rzymskiego
- Élie Talleyrand de Périgord; Kardynał z Périgord[4] (25 maja 1331) – kardynał biskup Albano; komendatariusz kościoła prezbiterialnego S. Pietro in Vincoli
- Bertrand de Déaulx; Kardynał z Embrun[4] (18 grudnia 1338) – kardynał biskup Sabiny; komendatariusz kościoła prezbiterialnego S. Marco
- Guillaume de Court OCist; Biały Kardynał[4] (18 grudnia 1338) – kardynał biskup Tusculum; komendatariusz kościoła prezbiterialnego Ss. IV Coronati; kamerling Świętego Kolegium Kardynałów
- Étienne Aubert; Kardynał z Clermont[4] (20 września 1342) – kardynał biskup Ostia e Velletri; komendatariusz kościoła prezbiterialnego Ss. Giovanni e Paolo; penitencjariusz większy
- Guillaume d’Aure OSB; Kardynał z Montolieu[4] (18 grudnia 1338) – kardynał prezbiter S. Stefano al Monte Celio; protoprezbiter Świętego Kolegium Kardynałów
- Hugues Roger OSB; Kardynał z Tulle[4] (20 września 1342) – kardynał prezbiter S. Lorenzo in Damaso
- Pierre Bertrand; Kardynał z Arras[4] (27 lutego 1344) – kardynał prezbiter S. Susanna
- Gil Álvarez de Albornoz; Kardynał z Hiszpanii[4] (17 grudnia 1350) – kardynał prezbiter S. Clemente
- Pasteur de Sarrats OFM; Kardynał Pasteur[4] (17 grudnia 1350) – kardynał prezbiter Ss. Marcellino e Pietro
- Raymond de Canillac CanReg; Kardynał z Tuluzy[4] (17 grudnia 1350) – kardynał prezbiter S. Croce in Gerusalemme
- Guillaume d’Aigrefeuille OSB; Kardynał z Saragossy[4] (17 grudnia 1350) – kardynał prezbiter S. Maria in Trastevere
- Niccolò Capocci; Kardynał z Urgel[4] (17 grudnia 1350) – kardynał prezbiter S. Vitale; archiprezbiter bazyliki liberiańskiej
- Pectin de Montesquieu; Kardynał z Albi[4] (17 grudnia 1350) – kardynał prezbiter Ss. XII Apostoli
- Arnaud de Villemur CanReg; Kardynał z Pamiers[4] (17 grudnia 1350) – kardynał prezbiter S. Sisto
- Pierre de Cros; Kardynał z Auxerre[4] (17 grudnia 1350) – kardynał prezbiter Ss. Silvestro e Martino
- Gilles Rigaud OSB; Kardynał z Saint-Denis[4] (17 grudnia 1350) – kardynał prezbiter S. Prassede
- Jean de Moulins OP; Kardynał z Molineyrie[4] (17 grudnia 1350) – kardynał prezbiter S. Sabina
- Gaillard de la Mothe (18 grudnia 1316) – kardynał diakon S. Lucia in Silice; protodiakon Świętego Kolegium Kardynałów
- Bernard de la Tour d’Auvergne; Kardynał z La Tour[4] (20 września 1342) – kardynał diakon S. Eustachio
- Guillaume de la Jugié; Kardynał Wilhelm[4] (20 września 1342) – kardynał diakon S. Maria in Cosmedin; archiprezbiter bazyliki watykańskiej
- Nicolas de Besse; Kardynał z Limoges[4] (27 lutego 1344) – kardynał diakon S. Maria in Via Lata
- Pierre Roger; Kardynał z Beaufort[4] (28 maja 1348) – kardynał diakon S. Maria Nuova; archiprezbiter bazyliki laterańskiej
- Rinaldo Orsini (17 grudnia 1350) – kardynał diakon S. Adriano
- Jean de Caraman (17 grudnia 1350) – kardynał diakon S. Giorgio in Velabro

Klemens VI mianował dziewiętnastu elektorów, a Benedykt XII i Jan XXII po trzech. Aż dwunastu kardynałów zostało nominowanych na konsystorzu 17 grudnia 1350 roku, zwołanym dla wypełnienia licznych wakatów w Świętym Kolegium, zostało ono bowiem zdziesiątkowane podczas epidemii „czarnej śmierci” w 1348 (zmarło wtedy ośmiu kardynałów). Aż ośmiu elektorów (Roger, Canillac, d’Aigrefeuille, Cros, de la Tour, de la Jugié, Besse i Beaufort) było krewnymi zmarłego papieża Klemensa VI.
Urząd kamerlinga Świętego Kościoła Rzymskiego, najważniejszy w okresie sediswakancji, sprawował wówczas Etienne Audebrand Cambarou, arcybiskup Tuluzy.

### Nieobecni
- Guy de Boulogne; Kardynał z Boulogne[4] (20 września 1342) – kardynał biskup Porto e Santa Rufina; komendatariusz kościołów prezbiterialnych S. Cecilia  i S. Crisogono; legat papieski we Francji

## Przebieg konklawe
Konklawe rozpoczęło się 16 grudnia 1352. Tym razem jednak kardynałowie rozpoczęli nie od głosowania na papieża, lecz od podpisania pierwszej w historii wyborów papieży kapitulacji wyborczej. Jej warunki, ustalone przez kardynałów w toku obrad, zakładały szereg ograniczeń władzy nowego papieża. Zobowiązywała ona elekta, że nie będzie mianował nowych kardynałów dopóki liczba dotychczasowych nie spadnie poniżej 16. Ponadto ogólna liczba kardynałów miała być ograniczona do 20, a każda nowa nominacja musiała zyskać aprobatę 2/3 składu Świętego Kolegium. Również ewentualne pozbawienie godności kardynalskiej musiało zyskać aprobatę reszty kardynałów. Zabronione zostało konfiskowanie przez papieża dóbr kardynała, jak również przejmowanie ich po jego śmierci. Również nominacje na kilka pomniejszych urzędów uzależniono od zgody Świętego Kolegium. Ustanowiono też zakaz oddawania dziesięciny władcom świeckim. Wszyscy kardynałowie zaprzysięgli tę kapitulację, choć niektórzy uczynili to z zastrzeżeniem.
Konklawe trwało zaledwie dwa dni. 18 grudnia 1352 jednogłośnie wybrano starego, około 70-letniego kardynała biskupa Ostii Étienne Auberta. Przybrał on imię Innocenty VI i 30 grudnia został uroczyście koronowany w awiniońskiej katedrze przez protodiakona Gaillarda de la Mothe. Niedługo po swoim wyborze uznał podpisaną na konklawe kapitulację za niezgodną z prawem kanonicznym, a tym samym za nieważną.